# Ма Цзинь
Ма Цзинь (кит. упр. 马晋, пиньинь Mǎ Jìn, род.7 мая 1988) — китайская бадминтонистка, чемпион мира и призёр Олимпийских игр.
Ма Цзинь родилась в 1988 году в провинции Цзянсу. В 2010 году выиграла чемпионат мира в смешанном разряде. В 2012 году стала обладательницей серебряной медали Олимпийских игр.